# Virus d'Oropouche
Orthobunyavirus oropoucheense
Espèce
Synonymes
- Oropouche orthobunyavirus ICTV, 2015
- Oropouche virus ICTV, 1976

Le virus d'Oropouche (Oropouche orthobunyavirus, OROV), nom scientifique Orthobunyavirus oropoucheense, est une espèce d'arbovirus de la famille des Peribunyaviridae (genre Orthobunyavirus). On en connaît trois génotypes différents (I, II et III), en circulation en Amérique centrale et en Amérique du Sud.
Ce virus, transmis par des insectes hématophages, est responsable de la fièvre d'Oropouche.

## Historique
La fièvre et le virus doivent leur nom au village Vega de Oropouche sur le fleuve Oropouche, situés dans la région de Sangre Grande (Trinité-et-Tobago). La maladie est signalée pour la première fois en 1955 chez un travailleur forestier du village. Le virus est isolé du sang du patient par inoculation intracérébrale à la souris de laboratoire au Trinidad Regional Virus Laboratory (en).
En 1960, d'autres souches de virus OROV sont isolées à partir de moustiques Coquillettidia venezuelensis à Trinidad, et au Brésil à partir du sang de paresseux à trois doigts (Bradypus trydactillus) et du moustique Ochlerotatus serratus. La première épidémie d'OROV au Brésil est signalée en 1961.
En 1982, le principal vecteur responsable de la transmission épidémique est identifié comme étant le moucheron piqueur Culicoides paraensis.
À la fin du XXe siècle, le virus est signalé dans plusieurs pays d'Amérique du sud, d'Amérique centrale et des Caraïbes. En 2010, le génome viral d'OROV est complètement séquencé, et dans les années qui suivent son mode évolutif par réassortiment génétique est analysé.

## Description

### Classification
OROV appartient au genre Orthobunyavirus, représentant 129 virus en 2023 correspondant à 18 sérogroupes différents. OROV fait partie du sérogroupe Simbu qui compte 25 virus. Avec les nouvelles méthodes de génétique moléculaire, le sérogroupe Simbu a été divisé en deux sous-clades phylogénétiques A et B, OROV appartenant au  sous-clade A.
En 2017, quatre lignées d'OROV ont été identifiées : les génotype I (Trinidad), II (Pérou), III (Panama), IV (Amazonie). Ces quatre génotypes sont présents au Brésil, ce qui suggère une émergence récente à partir de l'Amazonie brésilienne. Cependant cette classification parait insuffisante pour catégoriser de nouvelles séquences virales, et en 2025, un nouveau système standardisé parait nécessaire pour suivre l'évolution d'OROV, la dynamique de sa transmission et pour coordonner les réponses de santé publique des pays concernés.

### Structure

Schéma d'un orthobunyavirus.

Comme les autres orthobunyavirus, l'OROV est un virus à ARN entouré d'une enveloppe lipidique, grossièrement sphérique ou ovoïde de 80 à 110 ou 120 nm de diamètre à symétrie hélicoïdale. Son enveloppe dérive de la membrane cellulaire de l'hôte en étant garnie de spicules formés de deux glycoprotéines (Gc et Gn) fonctionnant comme des protéines transmembranaires,
Le génome d'OROV se compose de trois segments d'ARN simple brin, enroulés en sens négatif, le grand (L Large), le moyen (M Medium), le petit (S Small). Le segment L est programmé pour encoder une grande protéine, une polymérase ARN-dépendante, indispensable pour la réplication du génome ; le segment M encode une polyprotéine qui se clive en deux glycoprotéines virales de surface (Gc et Gn) et une protéine non structurale dite NSm dont la fonction exacte exacte est mal connue mais qui pourrait jouer un rôle dans l'assemblage du virus ; le segment S encode la protéine de nucléocapside (N) et la protéine non structurale dite NSs laquelle serait un facteur de virulence interférant avec les réponses antivirales de l'hôte,.  

### Réplication
La réplication, l'assemblage et la libération d'OROV reste encore mal connues. Les glycoprotéines de surface Gc et Gn sont des protéines transmembranaires synthétisées dans le réticulum endoplasmique, pour être transportées dans l'appareil de Golgi dans des vésicules COPII (en) (COat Protein complex II), ce qui nécessite aussi des protéines membranaires provenant de l'hôte. La réplication virale s'effectue dans le cytoplasme, où les différents composants migrent vers la membrane plasmique où ils sont assemblés en nouveaux virions avant d'être relâchés,.
En tant que virus à génome segmenté, OROV est susceptible d'évoluer par recombinaison. Ces recombinaisons se produisent lorsque une cellule-hôte est co-infectée par plusieurs virus, ces virus peuvent échanger des segments, ce qui donne naissance à de nouvelles souches virales recombinées.

## Vecteurs

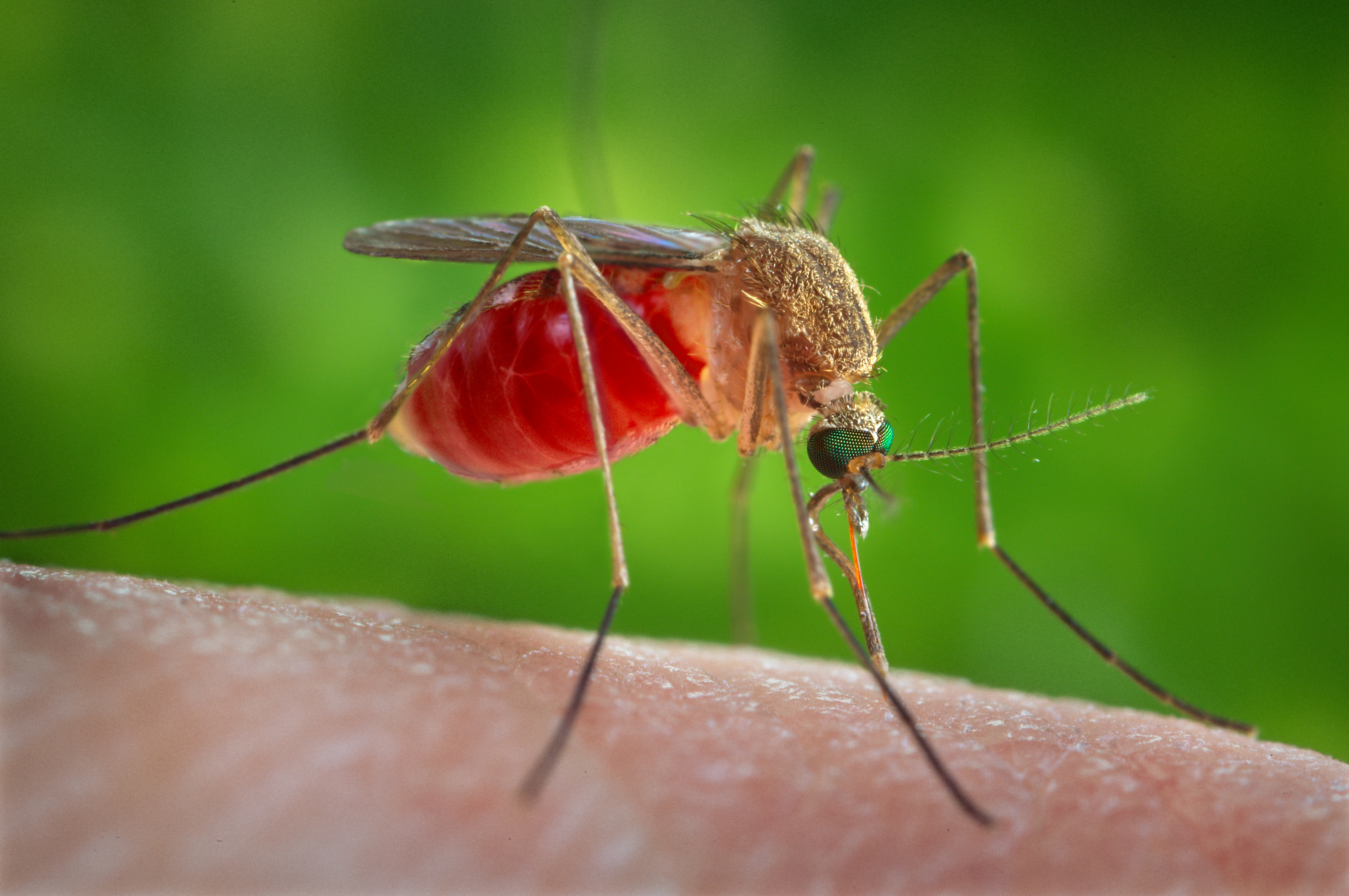
Culex quinquefasciatus

### En milieu urbain
Culicoïdes paraensis (diptère hématophage de la famille des Ceratopogonidae).

### En milieu rural ou forestier
Vecteur inconnu. Le virus d'Oropouche a été isolé chez plusieurs moustiques (Culex quinquefasciatus, Aedes serratus (en)  et Coquillettidia venezuelensis (sv)).

## Réservoirs
- en milieu urbain : l'humain ;
- en milieu rural ou forestier : les paresseux, les primates, les oiseaux.

## Épidémiologie

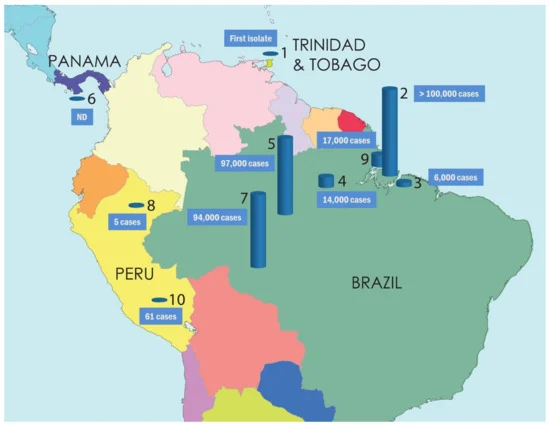
Propagation du virus d'Oropouche en Amérique centrale et en Amérique du Sud de 1955 à 2016. 1: Trinité-et-Tobago, 1955 (un cas) ; 2 : Belém (Pará, Brésil), première épidémie de 1961 (11000 cas), épidémie de 1979-1980 (> 100000 cas) ; 3 : Bragança (Pará, Brésil), épidémie de 1967 (6000 cas) ; 4 : Santarém (Pará, Brésil), épidémie de 1975 (14000 cas) : 5: Manaus (Amazonas, Brésil, épidémie de 1980-1981 (97000 cas) ; 6 : Panama, première épidémie de 1989 (pas de données) ; 7 Ariquemes et Ouro Preto do Oeste (Rondônia, Brésil), épidémie de 1991 (94000 cas) ; 8 : Iquitos (Pérou), première épidémie de 1992 (cinq cas confirmés) ; 9 : Magalhães Barata et Maracanã (Pará, Brésil), épidémie de 2006 (17000 cas) ; 10 : Cuzco (Pérou), dernière épidémie signalée en 2016 (61 cas).

La circulation du virus a été mise en évidence dans plusieurs pays d'Amérique centrale et du Sud : Argentine, Brésil, Panama, Pérou et Trinité-et-Tobago. Plusieurs épidémies ont été rapportées au Brésil, dans les États du nord et du centre.
En septembre 2020, 37 cas compatibles avec le virus d'Oropouche ont été détectés à Saül (centre de la Guyane française), dont 7 confirmés par RT-PCR. Avec un nombre d'habitants compris entre 50 et 80 à cette date, le taux d'incidence pourrait avoisiner les 50 à 70 %.
Début juin 2024 on observe une recrudescence de la prévalence du virus, avec déjà 5 530 cas au Brésil (contre 836 pour toute l'année 2023). La Bolivie, la Colombie et le Pérou connaissent également une hausse. Traditionnellement endémique du bassin amazonien, le virus est désormais présent parmi des populations éloignées de la forêt tropicale. En mai 2024, Cuba signale ses premiers cas.
En mars 2025, un cas est detecté en France à la suite d'un voyage au Brésil.
En juin 2025, Santé Publique France publie un rapport qui mentionne l'inquiétude pour la région Antilles-Guyane concernant le virus d'Oropouche.